# Maksîma Horkoho, Berîslav
Maksîma Horkoho (în ucraineană Максима Горького) este o comună în raionul Berîslav, regiunea Herson, Ucraina, formată numai din satul de reședință.

## Demografie
Componența lingvistică a comunei Maksîma Horkoho
     Ucraineană (95,66%)
     Rusă (4,19%)
     Alte limbi (0,16%)
Conform recensământului din 2001, majoritatea populației comunei Maksîma Horkoho era vorbitoare de ucraineană (95,66%), existând în minoritate și vorbitori de rusă (4,19%).